# Constanza Báez
Constanza María Báez Jalil (Quito, 4 de enero de 1991) es una modelo, economista, empresaria, presentadora, activista social, personalidad televisiva, diseñadora de moda y reina de belleza ecuatoriana, de ascendencia libanesa, ganadora del título Miss Ecuador 2013 y 2ª finalista en Miss Universo 2013.

## Biografía
Constanza nació en la capital ecuatoriana Quito. A los tres meses de edad se mudó con sus padres a Guayaquil, el puerto principal de la nación. Su padre, Raúl Báez es ecuatoriano y su madre Mónica Jalil Pons líbanesa. Báez estudió en el Colegio Alemán Humboldt de Guayaquil donde fue seleccionada deportiva en disciplinas como atletismo, voleibol, salto de altura, valla y natación. Continuó su carrera atlética en la universidad participando en los equipos de fútbol y crossfit, además practica pilates y yoga. Es una economista egresada de la Universidad Santa María, Campus Guayaquil. 

### Miss Ecuador 2013
Constanza Báez, quien mide 1,75 m (5 pies 9 pulg) de altura y sus medidas 90-60-92 cm, compitió como representante de la provincia de Pichincha, de entre 15 concursantes en el certamen de belleza nacional, Miss Ecuador 2013, transmitido en vivo el 8 de marzo de 2013, desde Guayaquil, donde obtuvo el premio a la mejor figura, y se convirtió en la ganadora del título, obteniendo el derecho de representar a Ecuador en Miss Universo 2013.

### Miss Universo 2013
Como parte de sus responsabilidades, Constanza representó a Ecuador en el Miss Universo 2013 que se celebró el 9 de noviembre en la ciudad de Moscú, Rusia. Báez destacó desde su llegada a Rusia y en la noche final logró posicionarse como segunda finalista solo superada por la española Patricia Rodríguez quien fue primera finalista y la eventual ganadora Gabriela Isler de Venezuela.
El puesto más alto alcanzado en la historia de Miss Ecuador en Miss Universo. Constanza es hasta ahora la más exitosa de Ecuador en Miss Universo, pues esta nación nunca se había posicionado entre las cinco finalistas; aunque en 2004 la también ecuatoriana María Susana Rivadeneira logró ubicar esta nación suramericana dentro de las 10 semifinalistas.

## Vida personal
Está casada con el empresario Nelson Riofrío desde el 4 de noviembre de 2016, quienes se conocen desde niños, el cual el 1 de julio de 2022, anunciaron en sus redes sociales, que están esperando a su primer hijo, dando la bienvenida a su hijo, Dante Riofrío Báez, el 6 de noviembre de 2022. El 2 de abril de 2024 anunciaron su segundo embarazo. El 4 de abril revelaron que tendrían otro varón y el 23 de julio nació Gael Javier.

## Televisión
Participó en el programa La Voz Ecuador como presentadora durante la primera temporada.